# Top Model Norge (mùa 5)
Top Model Na Uy, mùa 5 là mùa thứ năm của Norway's Next Top Model. Chương trình bắt đầu phát sóng trên truyền hình TV3 vào ngày 16 tháng 9 năm 2013. Lần đầu tiên chương trình được quay ở Los Angeles. Siri Tollerod là host thay thế cho Mona Grudt và các giám khảo khác là Erik Asla, cố vấn người mẫu Thụy Điển Jonas Hallberg và hướng đạo người mẫu Donna Ioanna.
Người chiến thắng trong cuộc thi mùa này là Frida Solaker, 20 tuổi từ Valnesfjord. Cô đã nhận được:
- Một hợp đồng người mẫu với Donna Ioanna Models
- Một hợp đồng người mẫu với Women Management ở Milan
- Lên ảnh bìa tạp chí Elle
- Chiến dịch quảng cáo cho Maybelline trên toàn thế giới trị giá 400.000kr

## Các thí sinh
| Thí sinh           | Tuổi | Chiều cao               | Quê quán        | Bị loại ở | Hạng            |
| ------------------ | ---- | ----------------------- | --------------- | --------- | --------------- |
| Elise Finnanger    | 18   | 1,77 m (5 ft 9+1⁄2 in)  | Oslo            | Tập 1     | 16              |
| Mariel Gomsrud     | 25   | 1,70 m (5 ft 7 in)      | Los Angeles, Mỹ | Tập 2     | 15–14 (bỏ cuộc) |
| Marita Gomsrud     | 25   | 1,68 m (5 ft 6 in)      | Los Angeles, Mỹ | Tập 2     | 15–14 (bỏ cuộc) |
| Sunniva Pedersen   | 18   | 1,73 m (5 ft 8 in)      | Larvik          | Tập 2     | 13              |
| Amalie Raa         | 19   | 1,79 m (5 ft 10+1⁄2 in) | Bergen          | Tập 3     | 12              |
| Malin Ludvigsen    | 18   | 1,78 m (5 ft 10 in)     | Stavanger       | Tập 4     | 11              |
| Celina Honningsvåg | 20   | 1,76 m (5 ft 9+1⁄2 in)  | Hamar           | Tập 5     | 10              |
| Ayla Svenke        | 18   | 1,79 m (5 ft 10+1⁄2 in) | Kongsberg       | Tập 6     | 9               |
| Amalie Henden      | 19   | 1,77 m (5 ft 9+1⁄2 in)  | Søgne           | Tập 7     | 8               |
| Kristina Hansen    | 24   | 1,76 m (5 ft 9+1⁄2 in)  | Lofoten         | Tập 8     | 7               |
| Marlen Fjeldstad   | 18   | 1,79 m (5 ft 10+1⁄2 in) | Halden          | Tập 9     | 6               |
| Rachana Nekså      | 22   | 1,78 m (5 ft 10 in)     | Oslo            | Tập 10    | 5               |
| Ine Ripsrud        | 21   | 1,74 m (5 ft 8+1⁄2 in)  | Elverum         | Tập 11    | 4               |
| Lovise Helvig      | 19   | 1,77 m (5 ft 9+1⁄2 in)  | Sandnes         | Tập 12    | 3               |
| Ingebjørg Lende    | 18   | 1,76 m (5 ft 9+1⁄2 in)  | Sandnes         | Tập 12    | 2               |
| Frida Solaker      | 20   | 1,77 m (5 ft 9+1⁄2 in)  | Valnesfjord     | Tập 12    | 1               |

- Mariel Gomsrud & Marita Gomsrud là chị em sinh đôi nhưng họ vẫn được đánh giá riêng.

## Thứ tự gọi tên
| 1  | Frida     | Amalie H.     | Ayla      | Lovise    | Kristina  | Ingebjørg | Lovise    | Lovise    | Rachana   | Ingebjørg | Ingebjørg Frida | Ingebjørg | Frida     |  |  |  |  |  |  |  |  |  |  |  |  |
| 2  | Ingebjørg | Ingebjørg     | Marlen    | Frida     | Ingebjørg | Ine       | Kristina  | Rachana   | Ingebjørg | Lovise    | Ingebjørg Frida | Frida     | Ingebjørg |  |  |  |  |  |  |  |  |  |  |  |  |
| 3  | Kristina  | Ine           | Kristina  | Ingebjørg | Marlen    | Marlen    | Frida     | Ingebjørg | Frida     | Ine       | Lovise          | Lovise    |           |  |  |  |  |  |  |  |  |  |  |  |  |
| 4  | Marlen    | Rachana       | Ingebjørg | Marlen    | Ine       | Kristina  | Ine       | Marlen    | Lovise    | Frida     | Ine             |           |           |  |  |  |  |  |  |  |  |  |  |  |  |
| 5  | Celina    | Frida         | Amalie H. | Kristina  | Lovise    | Amalie H. | Marlen    | Frida     | Ine       | Rachana   |                 |           |           |  |  |  |  |  |  |  |  |  |  |  |  |
| 6  | Amalie H. | Ayla          | Celina    | Ine       | Rachana   | Lovise    | Rachana   | Ine       | Marlen    |           |                 |           |           |  |  |  |  |  |  |  |  |  |  |  |  |
| 7  | Marita    | Amalie R.     | Malin     | Amalie H. | Frida     | Rachana   | Ingebjørg | Kristina  |           |           |                 |           |           |  |  |  |  |  |  |  |  |  |  |  |  |
| 8  | Rachana   | Kristina      | Ine       | Rachana   | Amalie H. | Frida     | Amalie H. |           |           |           |                 |           |           |  |  |  |  |  |  |  |  |  |  |  |  |
| 9  | Ayla      | Celina        | Lovise    | Ayla      | Ayla      | Ayla      |           |           |           |           |                 |           |           |  |  |  |  |  |  |  |  |  |  |  |  |
| 10 | Ine       | Lovise        | Frida     | Celina    | Celina    |           |           |           |           |           |                 |           |           |  |  |  |  |  |  |  |  |  |  |  |  |
| 11 | Sunniva   | Marlen        | Rachana   | Malin     |           |           |           |           |           |           |                 |           |           |  |  |  |  |  |  |  |  |  |  |  |  |
| 12 | Mariel    | Malin         | Amalie R. |           |           |           |           |           |           |           |                 |           |           |  |  |  |  |  |  |  |  |  |  |  |  |
| 13 | Lovise    | Sunniva       |           |           |           |           |           |           |           |           |                 |           |           |  |  |  |  |  |  |  |  |  |  |  |  |
| 14 | Elise     | Mariel Marita |           |           |           |           |           |           |           |           |                 |           |           |  |  |  |  |  |  |  |  |  |  |  |  |
| 15 |           | Mariel Marita |           |           |           |           |           |           |           |           |                 |           |           |  |  |  |  |  |  |  |  |  |  |  |  |

     Thí sinh bị loại
     Thí sinh dừng cuộc thi
     Thí sinh chiến thắng cuộc thi
- Ở tập 1, từ 18 thí sinh đã chuyển xuống thành 14 thí sinh chung cuộc trong cùng tập 1.
- Ở tập 2, Amalie R. & Malin đã không nằm trong top thi sinh chung cuộc được tham gia cuộc thi để thay thế vị trí của Mariel & Marita.
- Ở tập 12, Lovise bị loại tại sân bay trước ngày đến New York.

### Buổi chụp hình
- Tập 1: Chụp hình nhóm tại hồ bơi
- Tập 2: Khỏa thân và tạo dáng với con trăn
- Tập 3: Nhảy trên bạt lò xo với hoa cho Moods of Norway
- Tập 4: Váy dạ hội trong đường hẻm
- Tập 5: Miêu tả cảm xúc trên đồng hoang
- Tập 6: Ảnh quảng cáo cho Maybelline ở hồ bơi theo cặp
- Tập 7: Đồ lót bó cùng dây roi với hổ con
- Tập 8: Quảng cáo dầu gội dầu Schwarzkopf Gliss
- Tập 9: Ngôi sao quyến rũ của Los Angeles
- Tập 10: Cô gái quyến rũ, ngầu & hợp thời trang cho Schwarzkopf
- Tập 11: Ảnh bìa tạp chí thử cho Elle
- Tập 12: Lộng lẫy trên phong cảnh New York